# Supercargo
Een supercargo is de benaming in de scheepvaart van een persoon met een adviserende en bemiddelende rol tussen enerzijds het schip en anderzijds de walorganisatie.
Veelal heeft de supercargo een aantal jaren ervaring op zee of een andere maritieme achtergrond. Door een flexibele ladingplanning en een goede communicatie tussen beide partijen kan hij tijd en ruimte aan boord winnen, waardoor het schip eerder of voller kan vertrekken.